# 2000年多倫多國際影展
第25屆多倫多國際影展於2000年9月7日至9月16日（當地時間）在加拿大多倫多舉行。

## 單元

### 全景展映單元
- 《臥虎藏龍》，導演：李安
- 《成名在望》，導演：卡梅伦·克罗
- 《花樣年華》，導演：王家卫
- 《怒海潛將》，導演：小喬治·提爾曼（英语：George Tillman Jr.）

### 午夜瘋狂
- 《鎗火》，導演：杜琪峯

## 外部連結
- 官方网站